# Kính vạn hoa (truyện)
Kính vạn hoa là một bộ truyện dài nhiều tập của nhà văn Nguyễn Nhật Ánh. Bộ truyện gồm 54 tập truyện mang tính hài hước kể về những chuyện vui buồn trong giới học trò, những trò nghịch ngợm, những trò chơi thú vị, những bài học cuộc sống sâu sắc và đầy ý nghĩa. Những nhân vật chính là Quý ròm, nhỏ Hạnh, Tiểu Long cùng các nhân vật khác. Mỗi tập là một câu chuyện khác nhau xung quanh ba bạn nhỏ này. Những tập Kính vạn hoa có thể coi là những cuốn sách tâm lý của tuổi học trò.
Kính vạn hoa hiện nay đã được dựng thành phim và 3 phần của bộ phim (sản xuất năm 2005, 2006, 2008) đều đã được chiếu trên kênh HTV9 Đài Truyền hình Thành phố Hồ Chí Minh. Bộ phim đã gây được sự chú ý không chỉ của giới học trò mà đủ các lứa tuổi. Hiện nay, nhà xuất bản Kim Đồng đã tái bản (năm 2012) bộ truyện này thành 9 tập khổ lớn và 54 tập khổ nhỏ.
Năm 2016, Nhà xuất bản Kim Đồng xuất bản ấn bản Kính vạn hoa mới gồm 18 tập với minh họa của họa sĩ Đỗ Hoàng Tường – bạn tri âm tri kỷ, người đồng hành với các tác phẩm của nhà văn Nguyễn Nhật Ánh suốt hơn ba thập kỷ qua.

## Nhân vật

#### Quý ròm
Là thần đồng các môn Toán,Lý và Hóa của trường Tự Do (trong các tập mới nhất, nhân vật học lớp 10 ở trường Đức Trí), rất được thầy cô yêu quý. Cùng với nhỏ Hạnh, cậu là một trong 2 bộ óc điện tử của nhóm. Nhiệt tình vì bạn bè, tự trọng cao đến nỗi nhiều khi thành tự ái vặt, lém lỉnh, mồm mép và thỉnh thoảng ba hoa quá trớn, có tài nói phét trơn như bôi mỡ, rất khéo léo trong môn bóng đá dù thể chất yếu, đó là những đặc điểm nổi bật của cậu. Tuy rất tốt, nhưng cậu lại có tính hay nôn nóng, mỗi khi giảng bài cho thằng bạn Tiểu Long khù khờ là quát tháo om sòm, khiến Tiểu Long rất sợ. Nạn nhân thường xuyên của những trò nạt nộ khi giảng bài này là nhỏ Diệp, em cậu, dù thật sự cậu rất thương em. Chân tay gầy khẳng gầy kheo nhưng lúc nào cũng ba hoa chuyện đánh nhau. Dù rất tốt bụng nhưng nhiều khi lại hơi vô tâm. Và ngoài đối với chuyện học hành và thí nghiệm, cậu lại là một đứa trẻ lười biếng, thường xuyên đùn đẩy công việc nhà cho em gái và bà. Ngoài ra, cậu còn rất nhát gan (dù trong đa số trường hợp, tính tò mò của một nhà khoa học và tính tự ái thường lấn át tính nhát gan). Giỏi ảo thuật, mê toán và hóa học, thần tượng nhà ảo thuật đại tài David Copperfield. Trong tập 29: Hoa Tỉ muội, Quý ròm đã có những rung động đầu tiên khi quen biết được Thùy Dung (Tỉ Tỉ) và Thuỳ Dương (Muội Muội) (chủ yếu là với Thuỳ Dương) nhưng chân thật nhất, rõ ràng nhất là với nhân vật Hường ở tập 47. Ngủ quên trên đồi. Từng giúp việc nhà ở nhà nhỏ Gái (46. Người giúp việc khác thường) Cậu đã có lần diễn ảo thuật để kiếm tiền mua gấu bông cho nhỏ Oanh, em Tiểu Long.

#### Tiểu Long
Tên thật là Nguyễn Minh Long. Khi Quý ròm nghe cậu mơ ước trở thành võ sư quốc tế, Quý đã trêu chọc cậu bằng cách đổi tên thành Tiểu Long. Là võ sinh huyền đai đệ nhị đẳng Taekwondo, rất giỏi võ, tay chân cứng như thép nguội, nổi tiếng với môn "thiết đầu công" - đưa đầu ra đỡ đòn của đối thủ. Tuy giỏi võ như vậy nhưng sức học chỉ thuộc loại trung bình yếu, trừ môn thể dục ra thì các môn còn lại đều yếu. Từ sợ học đâm ra sợ thầy cô, hễ thấy thầy cô là cậu tránh đi. Thần tượng diễn viên hành động Lý Tiểu Long, mơ ước sau này trở thành diễn viên võ thuật hoặc võ sư. Tính tình hiền lành, nhường nhịn, điềm đạm, trái ngược hẳn với tính cách nóng như lửa của ông bạn ròm, nhưng lại khá cù lần nên cậu thường bị Quý ròm át giọng và chỉ huy. Sinh ra trong gia đình nghèo nên tính tình giản dị, khiêm tốn, luôn mong muốn đỡ đần cho gia đình, đặc biệt rất thương nhỏ Oanh - em gái mình. Tuy cù lần nhưng đôi khi nhờ phương châm "chậm mà chắc", lại giúp cả bọn giải quyết vấn đề như ở trong tập 16, cậu đã phát hiện ra nhóm Hải Âu đã cố tình viết "Chôn từ trăm năm trước" thành "Chôn từ năm trăm trước" và trong tập 18, cậu cũng đã phát hiện ra phe đối phương đã rút sai quân bài trong trò ảo thuật. Trong tập 50: Cửa hàng bánh kẹo, nhân vật này đã có cảm tình với nhân vật Gia Nhân (em của nhân vật Gia Nghĩa), nhưng vì bị cả cô bé trêu chọc nên cậu không còn cảm tình với Gia Nhân nữa.

#### Hạnh
Là người con gái duy nhất trong nhóm. Có "bộ óc điện tử" còn vượt trội hơn Quý ròm, học giỏi đều các môn học chứ không chỉ Toán, Lý và Hóa như Quý ròm. Tính tình dịu dàng, kiên nhẫn, tốt bụng, điềm đạm, ham học và đọc rất nhiều sách, nên thông thái đến mức được mệnh danh là "bộ từ điển biết đi". Tuy nhiên tay chân lại rất vụng về. Rất mê món bò viên, nên thường bị Quý ròm đem ra trêu chọc. Mê bò viên đến nỗi mơ ước sau này sẽ đi bán hủ tiếu bò viên, ước mơ kỳ quái đến mức ai nghe cũng phải lắc đầu. Cô nhát gan thậm chí có phần hơn Quý ròm, và rất được thầy cô trong trường yêu quý. Đã từng dạy kèm cho Tiểu Long. Là nhân vật duy nhất gọi tên thật của Tiểu Long. Luôn là người tìm ra các chiêu thức trong những trò ảo thuật của Quý ròm

## Các tập truyện
1. Nhà ảo thuật
2. Những con gấu bông (p)
3. Thám tử nghiệp dư (p)
4. Ông thầy nóng tính (p)
5. Xin lỗi mày, Tai To! (p)
6. Người bạn lạ lùng (p)
7. Bí mật kẻ trộm (p)
8. Bắt đền hoa sứ (p)
9. Con mả con ma (p)
10. Cô giáo Trinh (p)
11. Theo dấu chim ưng (p)
12. Tiền chuộc (p)
13. Khu vườn trên mái nhà
14. Thủ môn bị từ chối
15. Thi sĩ hạng ruồi
16. Balo màu xanh (p)
17. Lọ thuốc tàng hình (p)
18. Cuộc so tài vất vả
19. Cú nhảy kinh hoàng
20. Anh và em
21. Tướng quân
22. Tấm huy chương vàng
23. Cỗ xe ngựa kỳ bí (p)
24. Giải thưởng lớn
25. Hiệp sĩ ngủ ngày
26. Tiết mục bất ngờ
27. Phù thủy (p)
28. Mùa hè bận rộn (p)
29. Hoa tỉ muội (p)
30. Quán kem
31. Thằng thỏ đế (p)
32. Bên ngoài cửa lớp
33. Họa mi một mình (p)
34. Cháu của bà (p)
35. Trúng số độc đắc (p)
36. Mười lăm ngọn nến (p)
37. Lớp phó trật tự
38. Mẹ vắng nhà (p)
39. Đoàn kịch tỉnh lẻ
40. Lang thang trong rừng (p)
41. Kho báu dưới hồ (p)
42. Gia sư (p)
43. Khách sạn Hoa Hồng (p)
44. Quà tặng ba lần (p)
45. Kính vạn hoa (Nguyễn Nhật Ánh quyết định kết thúc bộ truyện lần thứ nhất ở tập này năm 2002, nhưng 5 năm sau (năm 2007), ông tái bút).
46. Người giúp việc khác thường
47. Ngủ quên trên đồi
48. Kẻ thần bí
49. Bạn gái
50. Cửa hàng bánh kẹo
51. Một ngày kì lạ
52. Tóc ngắn tóc dài
53. Má lúm đồng tiền
54. Cà phê áo tím

(p) là các tập truyện đã được dựng thành bộ phim truyện cùng tên.

## Đặc điểm các tập truyện
Các tập chủ yếu kéo dài 10 chương (trừ tập 45. Kính vạn hoa có 56 chương). Các tập truyện được viết theo dòng thời gian đầu năm lớp 8 đến đầu năm lớp 10 của các nhân vật. Mặc dù đa số các tập có cốt truyện độc lập và có thể đọc theo bất kì thứ tự nào, một số chi tiết, tên gọi thường được sử dụng lại trong truyện, hoặc chi tiết nhỏ trong tập này được phát triển trong tập khác (Như tập 24: Giải thưởng lớn và 25: Hiệp sĩ ngủ ngày). Một số câu chuyện có thể kéo dài lên 2 tập (hoặc các tình tiết được sử dụng liên tục trong 2 hoặc 3 tập liền kề):
- Tập 1: Nhà ảo thuật và tập 2: Những con gấu bông.
- Tập 8: Bắt đền hoa sứ và tập 9: Con mả con ma.
- Tập 11: Theo dấu chim ưng và tập 12: Tiền chuộc
- Tập 16: Ba lô màu xanh, tập 17: Lọ thuốc tàng hình và tập 18: Cuộc so tài vất vả
- Tập 24: Giải thưởng lớn và tập 25: Hiệp sĩ ngủ ngày
- Tập 28: Mùa hè bận rộn và tập 29: Hoa tỉ muội
- Tập 40: Lang thang trong rừng và tập 41: Kho báu dưới hồ
- Tập 46: Người giúp việc khác thường và tập 47: Ngủ quên trên đồi
- Tập 48: Kẻ thần bí và tập 49: Bạn gái.

Ngoài ra, còn có một số tập mà một (hoặc hai) trong 3 nhân vật chính vắng mặt (nhất là các tập viết về thời gian nghỉ hè của các nhân vật) hoặc chỉ đóng vai trò phụ:
- Tập 1: Nhà ảo thuật
- Tập 5: Xin lỗi mày, Tai To!
- Tập 8: Bắt đền hoa sứ
- Tập 9: Con mả con ma
- Tập 13: Khu vườn trên mái nhà
- Tập 22: Tấm huy chương vàng
- Tập 27: Phù thủy
- Tập 28: Mùa hè bận rộn
- Tập 29: Hoa Tỉ muội
- Tập 30: Quán kem
- Tập 32: Bên ngoài cửa lớp
- Tập 46: Người giúp việc khác thường
- Tập 47: Ngủ quên trên đồi
- Tập 50: Cửa hàng bánh kẹo.
- Tập 52: Tóc ngắn tóc dài
- Tập 53: Má lúm đồng tiền

## Các nhân vật khác

### * Gia đình Quý ròm

#### Ba của Quý ròm
Ba Quý ròm là giáo viên dạy ở trường Họa mi - cũng là trường mà nhỏ Diệp học. Biết Quý ròm đam mê khoa học nên ông luôn tạo mọi điều kiện để nuôi dưỡng đam mê của Quý. 

#### Bà của Quý ròm
Bà Quý ròm rất hay bênh vực và thường nhận tội thay Quý mỗi khi trong nhà có đồ đạc hỏng hóc do thí nghiệm hóa học của Quý. 

#### Nhỏ Diệp
Em gái Quý ròm, tinh quái không thua gì ông anh. Tốt bụng và dễ thương, nhưng nhiều khi lại hay khóc, nhất là khi bị ông anh quát mắng và cốc đầu trong lúc giảng bài. Dù thường gây gổ với ông anh nhưng cũng rất thương anh mình, hay hỏi cung anh mình và hay bị Quý ròm mắng vì cái tội nhiều chuyện. 

#### Anh Vũ
Anh trai của Quý ròm mê thơ, thích làm thơ nhưng chưa từng được ai công nhận. Thường ghét những thí nghiệm hóa học của Quý vì hay làm hư đồ đạc và đã từng gọi chúng là "những trò nhảm nhí". Bạn gái của anh Vũ là chị Ngần, lại yêu thích khoa học và rất ngưỡng mộ Quý ròm.

#### Mạnh
Em họ của Quý ròm, sống ở Vũng Tàu với mẹ - cô Tư của Quý, có máu trinh thám, hình sự nhưng hơi nhát gan. Là nhân vật chính cùng với bộ ba trong nhiều tập. (Tập 3: Thám tử nghiệp dư, tập 11: Theo dấu chim ưng, tập 12: Tiền chuộc, tập 16: Ba lô màu xanh [chỉ xuất hiện ở chương 10], tập 17: Lọ thuốc tàng hình (là nhân vật chính), tập 18: Cuộc so tài vất vả, tập 20: Anh và em (nhân vật ngoài lề), tập 40: Lang thang trong rừng và tập 41: Kho báu dưới hồ.
Cô Tư
Em gái ruột của bố Quý ròm, mẹ của Mạnh.

### * Gia đình Tiểu Long

#### Ba, mẹ của Tiểu Long
Gia đình Tiểu Long khó khăn. Ba làm thợ hồ, mẹ buôn bán nhỏ trước đầu hẻm.

#### Anh Tuấn, Anh Tú
2 anh trai song sinh của Tiểu Long, anh Tuấn làm bảo vệ ở xí nghiệp may, anh Tú làm ở nhà máy giày dép, cả hai anh đều học võ (Karate và Vovinam). Anh Tuấn xuất hiện trong tập 19: Cú nhảy kinh hoàng

#### Nhỏ Oanh
Em gái Tiểu Long, bạn học cùng lớp với Diệp. Cũng như anh trai, cô bé chững chạc hẳn so với tuổi của mình. Rất ngoan và rất thương anh. Tuy nhiên, do chơi thân với nhỏ Diệp lâu nên đôi lúc cũng bị nhiễm tính lém lỉnh và nhõng nhẽo của bạn. Xuất hiện trong tập 2: Những con gấu bông

#### Lượm
Em họ của Tiểu Long, sống cùng với ông nội và cha mẹ dưới quê (cùng nơi với Dế Lửa và Tắc Kè Bông). Lượm nhát gan, mê tín (thể hiện trong tập 28: mùa hè bận rộn, khi mà Lượm tin có "ma" ở nhà ông Sáu Cảnh) xen kẽ sự lém lĩnh và thông minh và hơi nhiều chuyện khác hẳn ông anh họ của mình đã tạo nên một cậu bé Lượm rất đỗi giản dị và đáng yêu.

#### Tắc Kè Bông
Tên thật là Bông, là anh em kế của Lượm, con ruột của thím Năm Sang. Hiếu động và thường hay bắt nạt mọi người chẳng khác gì Dế Lửa nhưng lại có phần lép vế hơn. Cậu được gọi là "Thủ lĩnh xóm Trên". Xuất hiện lần đầu trong Tập 8: Bắt đền hoa sứ

#### Chú Năm Chiểu
Cha ruột của Lượm, cha dượng của Bông.

#### Thím Năm Sang
Mẹ kế của Lượm, thương Lượm như con, tính tình hiền hậu.

#### Ông nội
Ông đã già yếu, lúc mệt lúc khỏe. Ông rất thương Tiểu Long vì Tiểu Long ở xa và tính tình giản dị.

### Gia đình Hạnh

#### Ba nhỏ Hạnh
Sự xuất hiện của ông thường không đáng kể, phần lớn chỉ là để làm nền cho các nhân vật, tuy nhiên ông lại tạo được thiện cảm, bởi ông là một người cha mẫu mực, thông cảm với con cái, biết tạo cơ hội cho con phát triển. Ông là một nhà báo, vì vậy mà ông có tầm hiểu biết và kinh nghiệm sống rộng. Có thể nói ít nhiều tính tốt của Hạnh là do ông dạy dỗ.

#### Tùng
Em trai của Hạnh, tính cách khá nóng tính và lười học. Đặc biệt ghét chú chó Tai To khi nó mới được đem về nuôi ở nhà của Hạnh. Nhưng sau đó Tai To đã cứu Tùng và từ đó cậu biết cách yêu thương động vật (Tập 5: Xin lỗi mày, Tai To!). Hơi lém lỉnh và đôi khi cũng có máu trinh thám giống Mạnh. Rất tin vào ông già Noel.
Tai To
Thú cưng của gia đình Hạnh, lúc đầu nhận nuôi bị Tùng ghét và hành hạ trong tập 5: Xin lỗi mày, Tai To!. Tuy nhiên, Tai To đã cứu Tùng và sau đó chú đã được Tùng yêu thương nhiều hơn.

#### Cô Bảy, Bốc, Phệ, Trang
Sống ở Bảo Lộc, tỉnh Lâm Đồng, cô Bảy là em gái của ba Hạnh, Trang là con cô Bảy. Bốc, Phệ là hàng xóm của cô Bảy. Xuất hiện trong tập 27: Phù thủy

### Gia đình của Văn Châu

#### Văn Châu
Tên thật là Trần Thị Văn Châu. Là một người bạn của nhóm Quý ròm. Là con gái nhưng hình dáng, ăn mặc, tính cách và cả sở thích đều giống con trai. Là một cao thủ  judo, giỏi võ ngang ngửa Tiểu Long, một người đá bóng có khả năng tinh thần rất cao, ngoài ra còn là cao thủ game Giang Hồ Thánh Chiến tập 48: Kẻ thần bí. Dù là con nhà giàu nhưng tính tình lại giản dị, bộc trực, chân thành và tốt bụng, tuy nhiên hơi ngang ngạnh. Bị bố mẹ cấm cửa nhưng vẫn tìm cách chơi với nhóm Quý ròm, Tiểu Long, Hạnh. Rất yêu quý người ông bị lòa của mình.

#### Hồng Lam, Ngọc Diệu, Bạch Kim,Thắm
Là 3 chị gái và em trai của Văn Châu. Theo ông Văn Châu nhận xét: "Con Thắm học hành chẳng đến đầu đến đũa, suốt ngày cứ cắm hoa với làm bánh. Con Hồng Lam tính nết còn đỡ, chứ con Ngọc Diệu thì hư quá. Tới thằng Bạch Kim thì xem như hết cách dạy. Nó là con trai một, đã vậy lúc sinh nó ra thì ba mẹ nó làm ăn phất lên, thôi thế là một điều "quý tử" hai điều "quới nhân", đố mà dám mắng mỏ nó một tiếng. Thế là thằng bé đâm hỏng, nghịch ngợm, hỗn láo, chả ai bảo được."

### Gia đình Dũng cò

#### Dũng cò
Thủ lĩnh băng Chim Ưng, từng đụng độ nhóm Quý ròm khi cướp sổ liên lạc của nhóm thằng Tùng, em Hạnh. Cậu cũng là em họ của Văn Châu. Dũng cò đã cải tà quy chính và làm nghề bán báo ở tập 35: Trúng số độc đắc.

#### Ba, mẹ Dũng cò
Từng làm công nhân, sau vụ giá nhà lên trong tập 12: Tiền chuộc thì bố Dũng cò thành người nghiện rượu còn mẹ thì trở thành người chơi bài bạc. Họ đã nhận ra được lỗi lầm của mình trong tập 35: Trúng số độc đắc.

### Bạn cùng lớp với Long, Quý, Hạnh từng xuất hiện trong truyện

#### Tần
Một học sinh chung lớp của bộ ba vai chính. Một thủ môn lẫy lừng được gọi là "Đôi tay nhựa" của lớp 8A4, 9A4 và 10A9. Do có quá khứ từng bị ghẻ ngứa nên phải cạo trọc đầu (tập 14: Thủ môn bị từ chối) nên hay bị trêu là Tần ghẻ. Khi lên học cấp III, nhân vật này đã có cảm tình với nhân vật Minh Trung trong tập 52: Tóc ngắn tóc dài. Xuất hiện đặc biệt trong các tập 14: Thủ môn bị từ chối, tập 36: Mười lăm ngọn nến và tập 52: Tóc ngắn tóc dài.

#### Dưỡng
Bạn thân của Tần, rất thích ca hát (đặc biệt là các bài dân ca như (Trống cơm, Lý kéo chài, Lý Ngựa Ô,...), nhưng do giọng ca không được kiềm chế nên được tác giả miêu tả là ''có sức công phá như bom nguyên tử'' (Tập 26: Tiết mục bất ngờ và tập 33. Họa mi một mình)

#### Hiền Hoà
Là người còn lại trong nhóm bạn thân của Tần. Thường bị thầy cô gọi nhầm với nhân vật Hiển Hoa. Là người có giọng ca hay nên được mệnh danh là hoạ mi trong ''Tam ca áo trắng''. Xuất hiện đặc biệt trong tập 33: Hoạ mi một mình.

#### Lâm
Thủ lĩnh băng "Tứ quậy" (Kể từ các tập mới nhất từ tập 48 - tập 54 thì trở thành "Tam quậy"), thích chọc phá bạn bè nhưng cũng có tấm lòng nhân hậu. Trái ngược với ''thi sĩ Bình Minh'' Quý ròm. Lâm tự xưng là ''Thi sĩ Hoàng hôn'' (Tập 15: Thi sĩ hạng ruồi). Danh xưng này cũng xuất hiện trong một số tập trong phần sau của truyện. Có cảm tình lần đầu với nhân vật Hải Ngọc (Tập 37: Lớp phó trật tự), nhưng rõ ràng nhất là với nhân vật Thủy Tiên (Tập 49: Bạn gái). Xuất hiện đặc biệt trong các tập 24: Giải thưởng lớn, tập 25. Hiệp sĩ ngủ ngày, tập 48: Kẻ thần bí và tập 49: Bạn gái.

#### Quốc Ân, Quới Lương, Hải quắn
Ba thành viên còn lại của nhóm "Tứ quậy" (khi chuyển qua học lớp 10, Quốc Ân học ở trường Thanh niên). Kể từ khi sang học cấp III, mỗi người có những chuyển biến trong suy nghĩ, thái độ học tập và tình bạn. Qưới Lương có cảm tình với nhân vật Vòng Ngọc Thạch Anh (Tập 53: Má lúm đồng tiền) và Hải quắn có cảm tình với nhân vật Quỳnh Như (Tập 42: Gia sư) trong tập cuối cùng 54: Cà phê áo tím.

#### Xuyến Chi, Vành Khuyên, Minh Vương
Lần lượt là Lớp trưởng, lớp phó văn thể mỹ và lớp phó trật tự trong lớp học của bộ ba Quý, Long, Hạnh khi còn học cấp II. (Khi lên cấp III, lớp phó trật tự đổi thành Minh Trung, lớp phó Văn thể mỹ thì trường Đức Trí không có chức vụ này.) 
Lan Kiều, Cung, Kim Em, Cẩm Vân, Đỗ Lễ, Đặng Đạo
Những người bạn khác trong lớp của Long, Quý, Hạnh. Lan Kiều có tài năng về thơ phú, trong khi Cung là ''họa sĩ'' của lớp học. Đỗ Lễ là thủ môn thay thế Tần, thường bị đám bạn trong lớp và băng Tứ Quậy trêu chọc là "Để Lỗ". Các nhân vật còn lại cũng thường xuyên xuất hiện, tạo tình tiết cho truyện. 
Duy Dương
Nhân vật xuất hiện gần như chỉ trọn vẹn trong tập 31: Thằng thỏ đế, ngoài ra chỉ được nhắc tới vu vơ trong các tập khác. Bề ngoài là một anh chàng nhát gan, bị băng "Tứ quậy" hiếp đáp nhưng thực ra lại là một người có võ nghệ cao cường và tấm lòng nghĩa hiệp.

#### Quỳnh Như, Quỳnh Dao
Quỳnh Như học cùng lớp với Long, Quý, Hạnh. Quỳnh Dao là em gái ruột của Quỳnh Như, từng được Quý Ròm dạy kèm, xuất hiện ở tập 42: Gia sư và tập 54: Cà phê áo tím

### Bá
Xuất hiện lần đầu trong tập 43: Khách sạn hoa hồng.  

### Bạn dưới quê Tiểu Long

#### Dế Lửa
Bạn của Long và Quý ở dưới quê, vốn là một người hiếu động, cả tin và háo danh, cậu đã từng xưng bá mình là "Thủ Lính Xóm Dưới" và thường hay bắt nạt trẻ con trong làng nhưng không vì vậy mà Dế Lửa bị mọi người căm ghét vì cậu cũng không kém phần tốt bụng, lém lỉnh và thậm chí là nhát gan.

## Chuyển thể
- Kính vạn hoa (phim truyền hình) sê ri phim truyền hình 2004-2008
- Phim điện ảnh Kính vạn hoa do Võ Thanh Hòa đạo diễn ra mắt 2024